# Daphne pontica
Daphne pontica — вид рослин із родини вовчеликових (Thymelaeaceae).

## Біоморфологічна характеристика
Вічнозелений кущ 50–100 см заввишки; гілки розлогі. Листки зворотно яйцюваті, у 2–2.5 раза більші в довжину ніж у ширину. Квітки жовтувато-зелені, попарно на загальних ніжках, голі, зібрані в укорочені щитоподібні суцвіття, на однорічних гілочках. Чашолистки яйцеподібні, загострені. Плід яйцеподібний, кісточка чорна.

## Середовище проживання
Вид поширений у Болгарії, на півночі Туреччини, у Грузії.